# Gymnascella nodulosa
Gymnascella nodulosa är en svampart som först beskrevs av G.R. Ghosh, G.F. Orr & Kuehn, och fick sitt nu gällande namn av Currah 1985. Gymnascella nodulosa ingår i släktet Gymnascella och familjen Gymnoascaceae.   Inga underarter finns listade i Catalogue of Life.